# Unibes Cultural
A Unibes Cultural é uma instituição cultural brasileira, inaugurada em 2016. Localiza-se na Rua Oscar Freire e é uma referência em São Paulo por seu formato inusitado, pois conota o modelo do Torá, o livro sagrado judaico. Anteriormente, o prédio abrigava o Centro Cultural Judaico, de 2003 a 2014. A Unibes Cultural promove eventos culturais, normalmente associados a filosofia contemporânea. Ficou sem atividade desde 2014, após o fechamento do Centro da Cultura Judaica, a instituição reabriu ao público em 2016, agora pela Unibes Cultural.
A Unibes Cultural é um centro de cultura, que propõe receber o público com palestras, cursos, shows e outros diversos eventos. A filosofia contemporânea é um dos temas mais abordados nessas integrações, uma vez que o intuito da Instituição é transformar os indivíduos e a humanidade. A Unibes empenha para transmudar a vida de milhares de famílias em situação de fragilidade social com propostas voltadas à educação, capacitação, saúde e inclusão social. Com o alvo na história de garantir que existem maneiras inovadoras a fim de contribuir à sociedade. Instalou-se no lugar do Centro da Cultura Judaica, uma instituição cultural privada localizada na cidade de São Paulo, Brasil.

## Histórico
A história do Centro da Cultura Judaica remonta à década de 1960, quando foi estabelecido o Instituto de Cultura Hebraica de São Paulo, organização voltada ao ensino da língua hebraica. Visando ampliar o campo de ação do instituto, sua diretoria criou uma associação de amigos. A iniciativa acabou crescendo e, em 1964, foi inaugurada a Casa de Cultura de Israel], com apoio da Embaixada de Israel no Brasil. Em 1966, a Casa de Cultura foi transformada em sociedade civil sem fins lucrativos, religiosos ou políticos, com o objetivo de estreitar as relações entre o Brasil e Israel.  Fundada em 1964, sob a denominação Casa de Cultura de Israel, a instituição tem por objetivo divulgar a cultura judaica.O empresário Leon Feffer, destacado membro da comunidade judaica paulistana e, à época, cônsul-geral de Israel em São Paulo, foi o primeiro presidente da instituição.
Em 1992, a instituição foi reconhecida como entidade de utilidade pública nas esferas federal, estadual e municipal. Em abril de 2003, foi inaugurada a sede atual.
A estrutura organizacional da instituição é composta por um Conselho Deliberativo e por uma Diretoria Executiva. A entidade conta ainda com um Conselho Fiscal e um Conselho Consultivo, formados por membros de destaque em suas áreas de atuação (personalidades das áreas cultural, acadêmica, financeira, política e social). Todos os conselhos são compostos por voluntários, mas a corporação também conta com um corpo profissional, responsável pelas atividades administrativas e operacionais.

## Edifício e arquitetura

Teatro.

A sede do Centro da Cultura Judaica foi projetada pelo arquiteto Roberto Loeb e inaugurada em 2003. Sua construção levou oito anos. Trata-se de um edifício composto por duas torres cilíndricas de concreto, separadas por uma fachada sinuosa de trinta metros de extensão. Seu formato faz referência ao pergaminho da Torá, o texto central do judaísmo, ao mesmo tempo em que apresenta características ligadas à arquitetura moderna brasileira, em especial a de Oscar Niemeyer e da Escola Paulista.
O edifício de quatro andares e 4 981,55 m² de área construída foi erguido em um terreno público de 2 150 m², cuja cessão foi condicionada à construção de um espaço cultural aberto à população. A localização íngreme do terreno e a proximidade da Estação Sumaré do metrô de São Paulo também influíram no partido arquitetônico, pois exigiam recuos bastante restritivos, o que explica a opção do arquiteto por implantar o edifício em uma disposição diagonal. As fachadas principal e posterior são recobertas de vidro em tom fumê em brise-soleil, cuja estrutura está presa em um grande pergolado de concreto de forma curva. A estrutura permite a entrada de luz, filtra os raios e facilita a circulação de ar e não impede a vista da paisagem.
O acesso à Instituição é realizado por meio de pequena área jardinada, onde foram preservadas algumas árvores que já existiam. O hall de entrada leva à torre de elevadores e escadas, ao teatro e à passarela curva do acervo de exposições, que finaliza seu trajeto na sala de multimídia. Construída com estrutura metálica em balanço, apoiada em mãos-francesas, essa passarela contorna toda a extensão do prédio na região voltada para a Avenida Dr. Arnaldo. Ao lado dela, foi construído um muro de arrimo para a continência dos aclives da avenida, uma exigência feita devido ao acentuado desnível do terreno. O sistema de continência usou  pedra arenito vermelha, posicionada de forma para chamar a atenção do público, formando desenhos com faixas horizontais. A maneira que a luz incide nesses elementos produz um efeito, que conota.
O edifício é equipado com teatro com capacidade para 300 espectadores e um auditório para 100 pessoas, ambos projetados para usos múltiplos. A galeria de arte, localizada no centro de circulação dos visitantes do edifício, possui 70 metros lineares de paredes para exposições. O prédio também conta com salas de aula, espaços administrativos e um grande salão de eventos, com 270 m² e pé-direito duplo de seis metros, e duas praças ao ar livre, interligadas, uma com 250 m² e outra com 450 m².

## Eventos

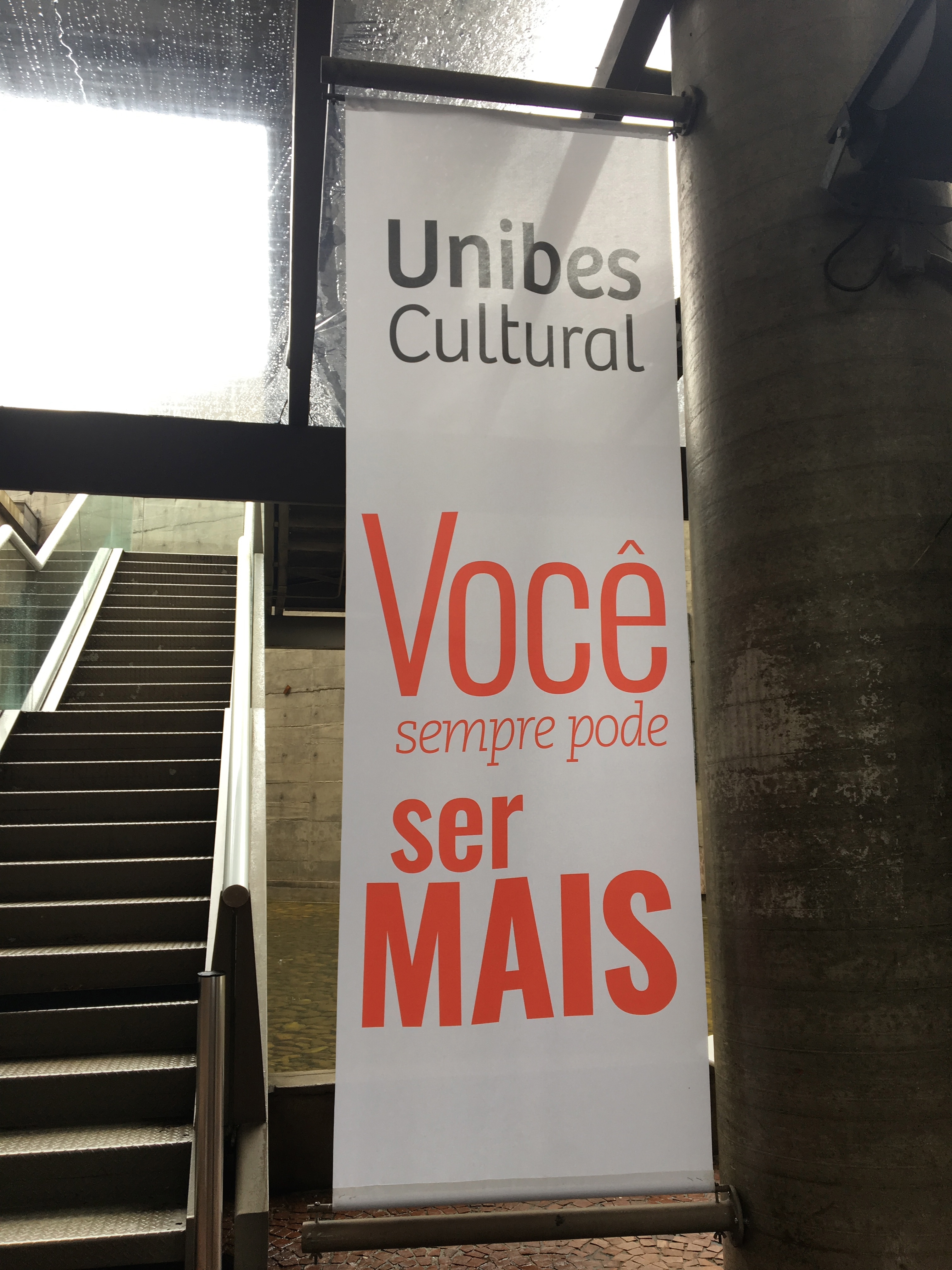
Banner.

Entre os eventos de destaque realizados pela instituição estão as apresentações da Orquestra Filarmônica de Israel na Sala São Paulo (2001 e 2005), com regência de Zubin Mehta, a exposição sobre o diário de Anne Frank (2003), as edições do Ciclo Multicultural, a apresentação da Orquestra Sinfônica de Israel (2008), a exposição Coexistence, na Praça da Paz do Parque do Ibirapuera (2006), a I Mostra Audiovisual Israelense (2008) e a exposição de obras de Marc Chagall (2008).
Por isso, criou em 2015, na cidade de São Paulo, um novo centro cultural que nasceu com a propensão de apresentar os grandes temas globais e refletir sobre como são integrados na cultura do município. Um lugar para a expressão de jovens talentos e nomes renomados nas diferentes áreas de conhecimento. Espaço democrático e aberto a diversos públicos, com uma programação extensa para todos os gostos e idades.
A Unibes Cultural representa um novo símbolo no trabalho centenário da Unibes Social e comemora o seu primeiro ano com a casa cheia. Desde a sua inauguração, foram milhares de eventos realizados e pessoas impactadas pela programação. É também um espaço de desempenho para que empreendedores culturais possam criar suas ideias.
Aberto ao público, oferece regularmente eventos gratuitos de música, teatro, cinema, literatura, artes plásticas, fotografia, dança e educação. Divulga o patrimônio cultural judaico e suas origens, a cultura de paz, a coexistência e o respeito entre os povos por meio de atividades articuladas, reflexão e aceitação entre as diferentes culturas.
A programação segue os costumes judaicos, mas os eventos vão além das raízes israelitas. Shows, exposições, programas infantis, mostras de cinema e um food park se encontram ao local.

## Galeria

Amplitude interna
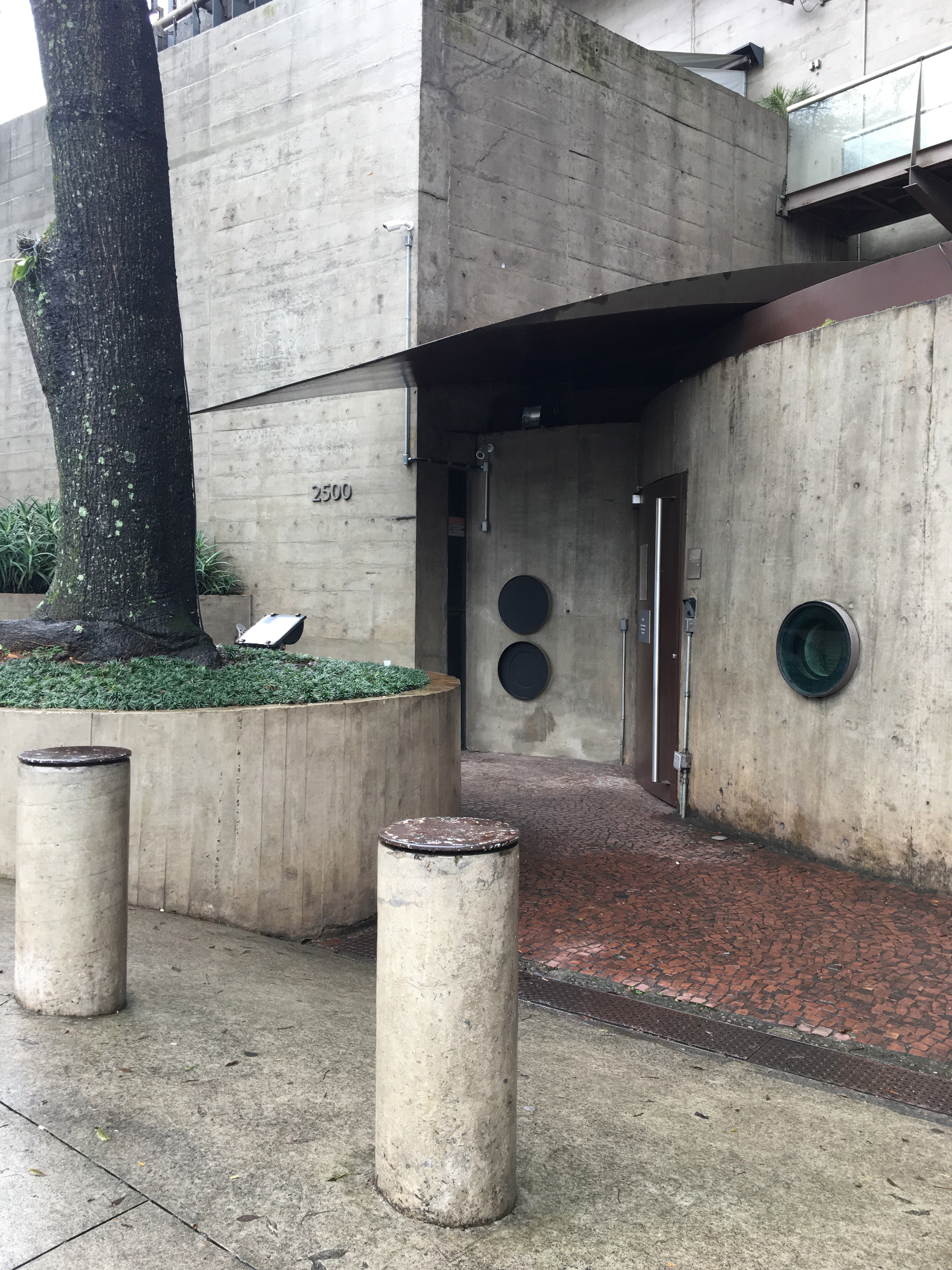
Entrada
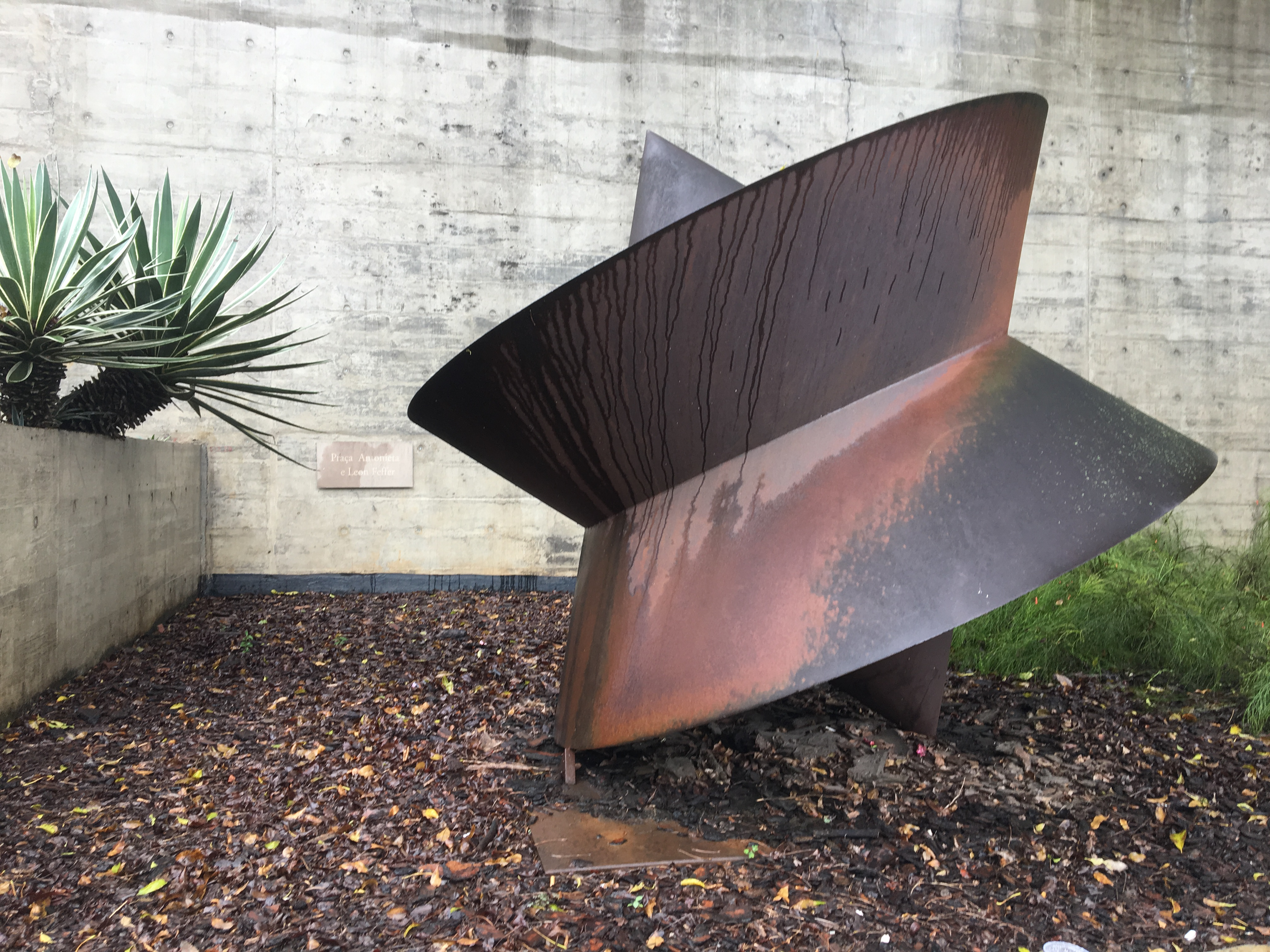
Jardim externo
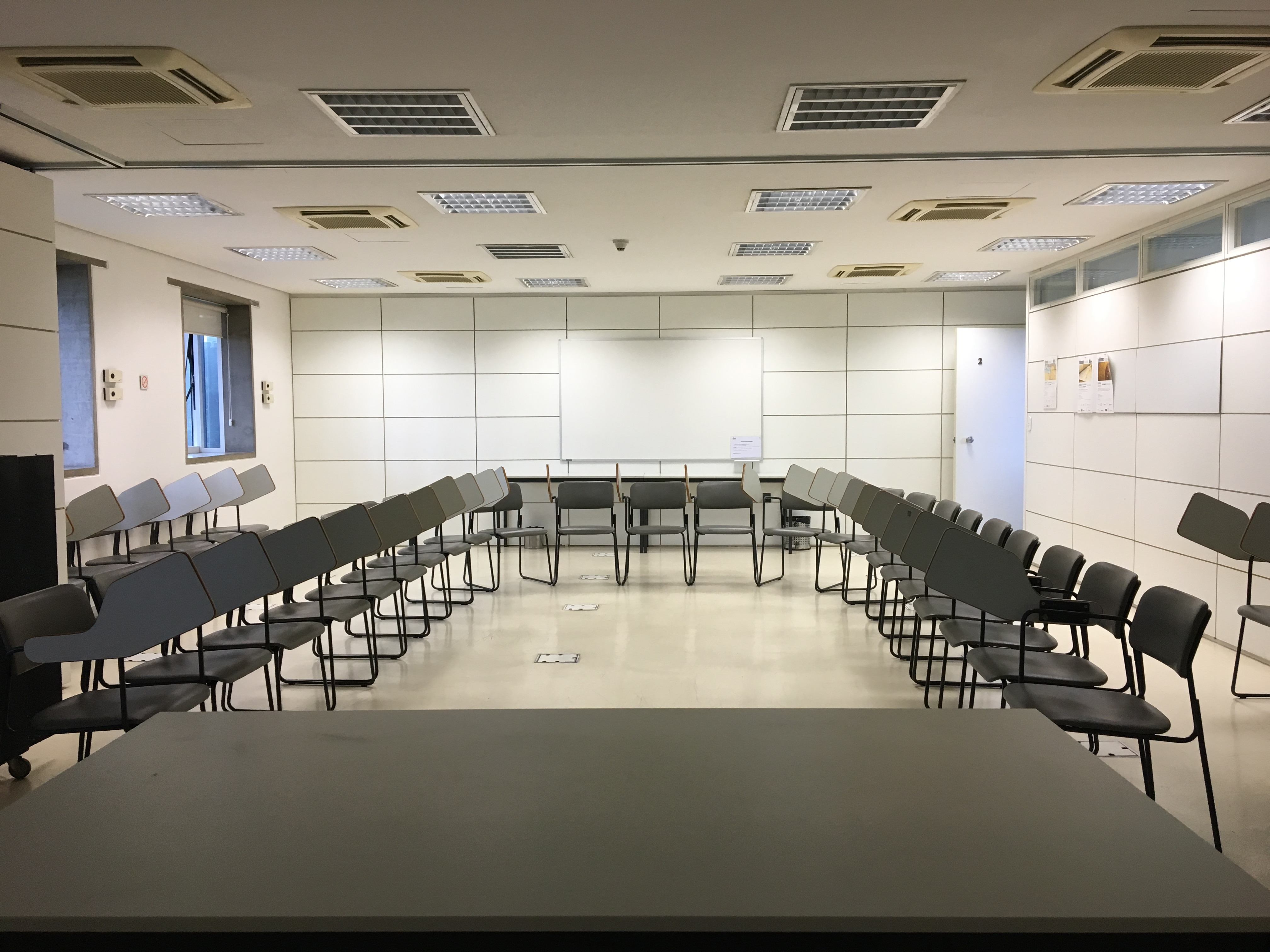
Sala de Aula
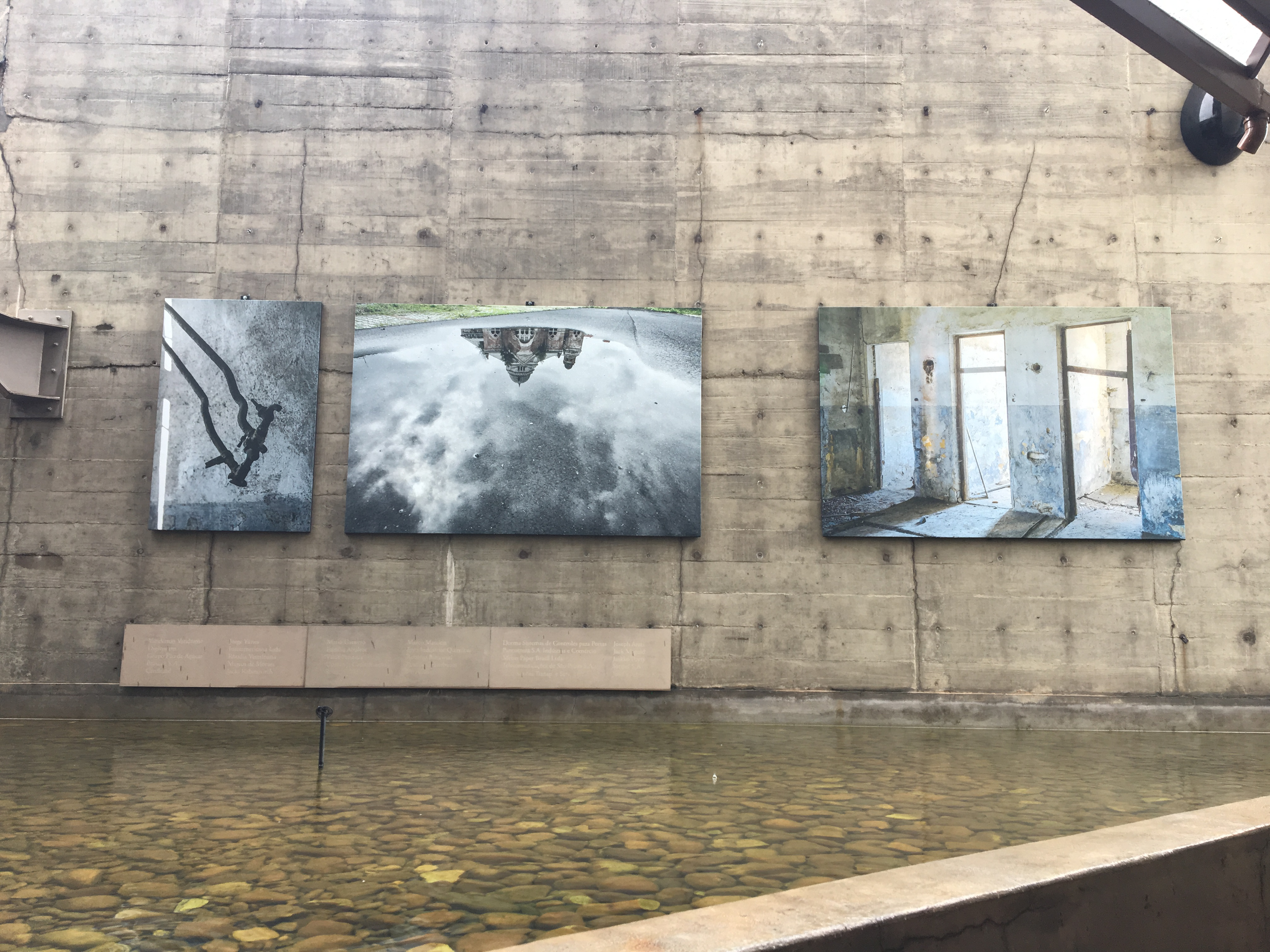
Exposições artísticas
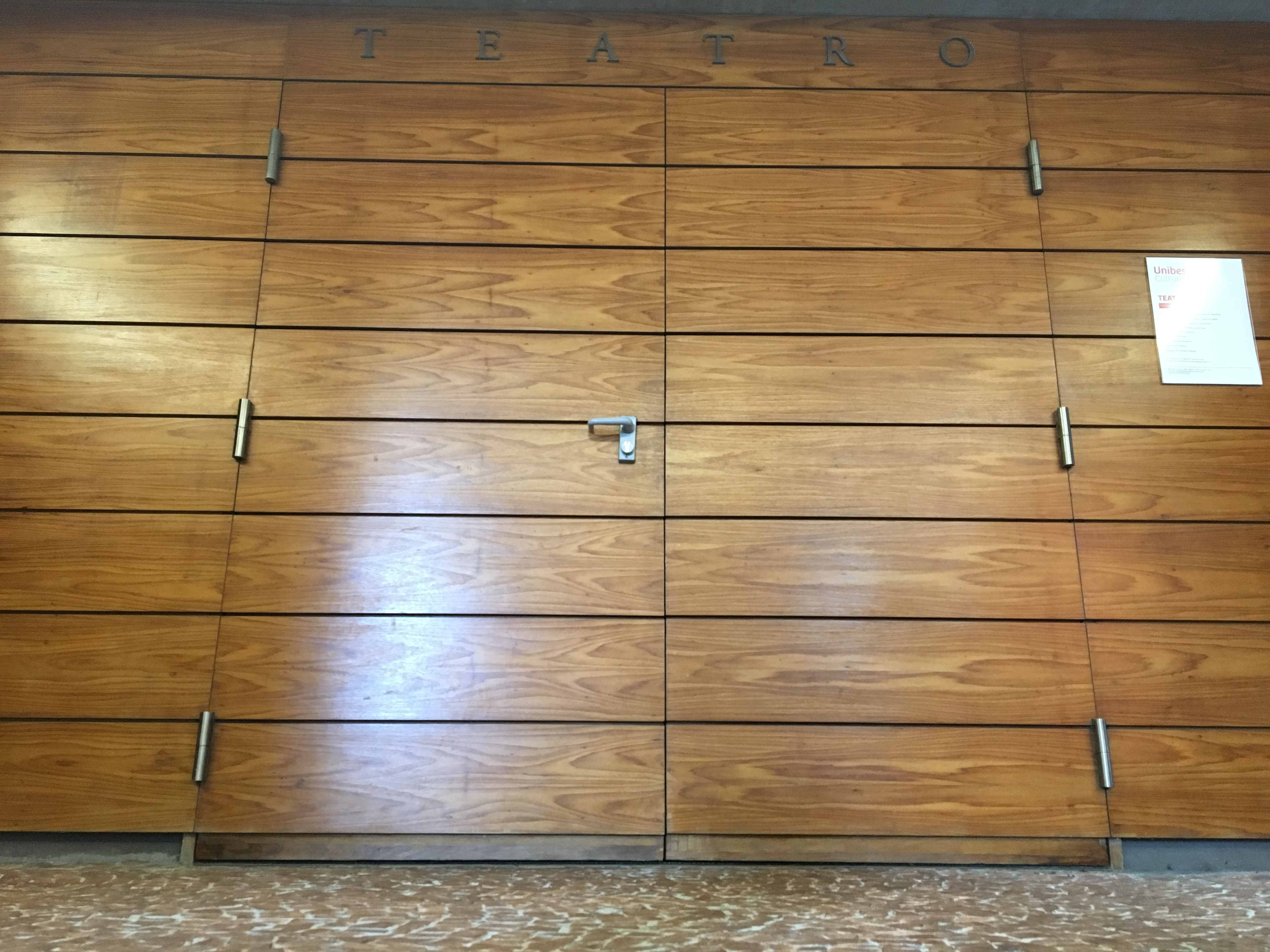
Porta de entrada do Teatro
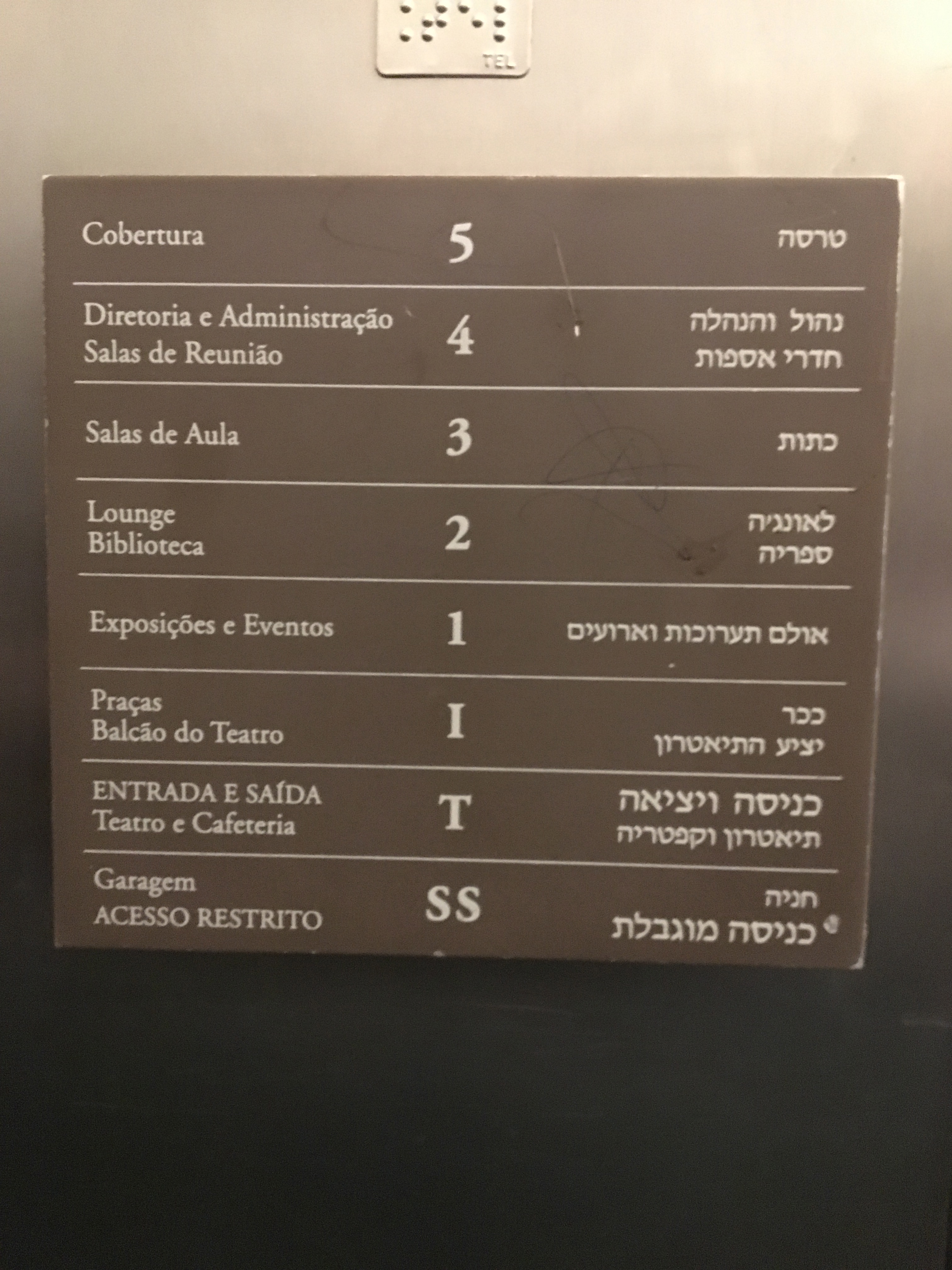
Placa dos andares dentro do elevador
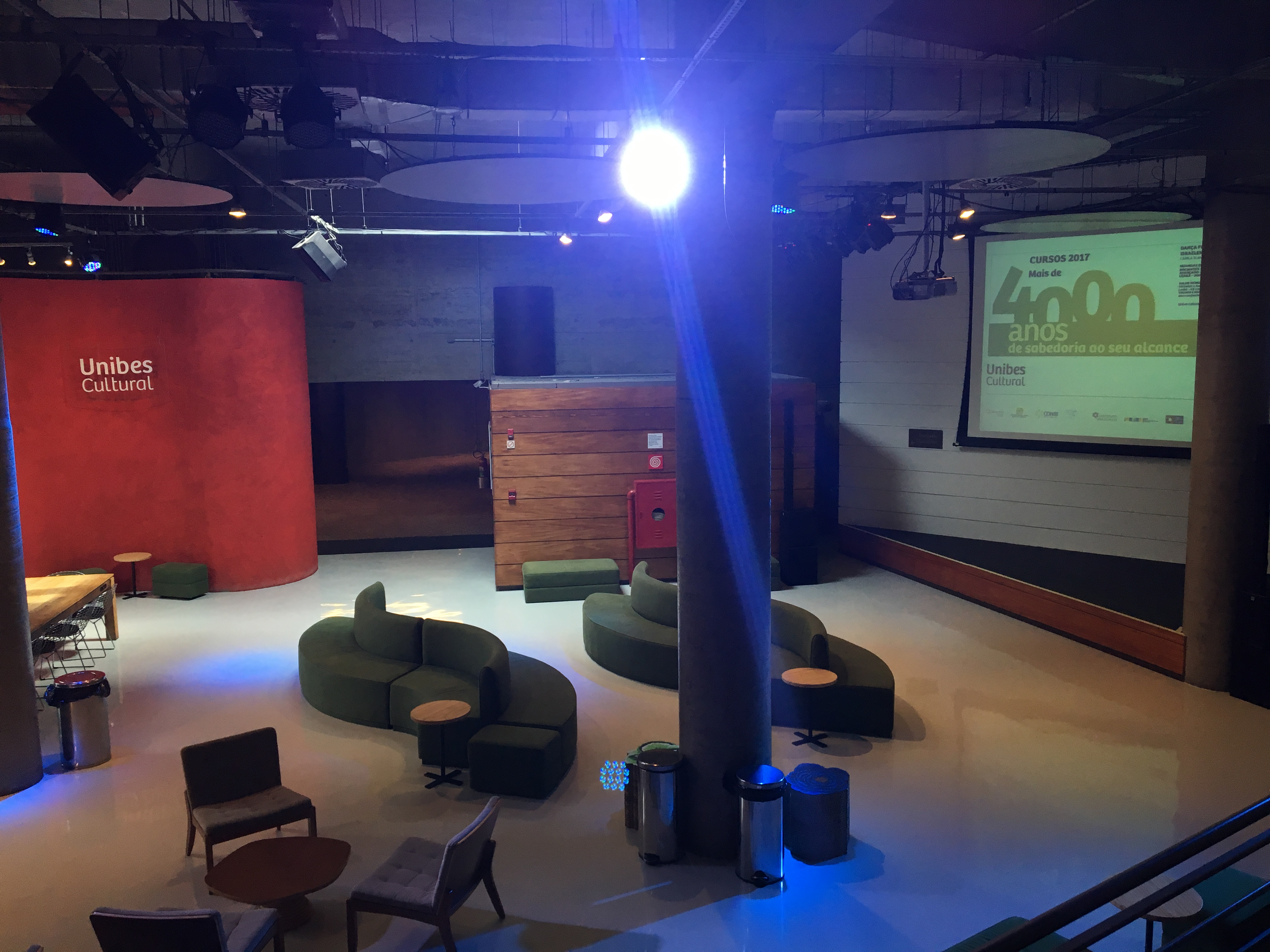
Espaço de entretenimento